# 4954 Eric

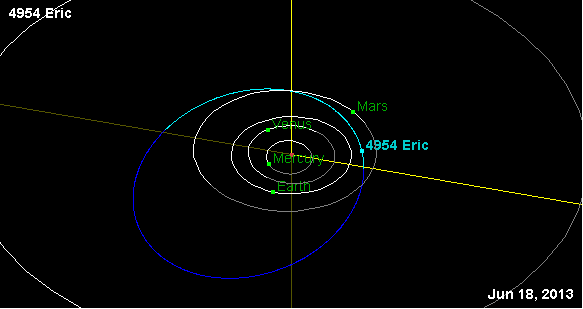
4954 Eric

4954 Eric eller 1990 SQ är en asteroid i huvudbältet som upptäcktes den 23 september 1990 av den amerikanska astronomen Brian P. Roman vid Palomarobservatoriet. Den är uppkallad efter upptäckarens son, Eric Dale Roman
Asteroiden har en diameter på ungefär 10 kilometer. Den tillhör asteroidgruppen Amor.